# Низівка (Євпаторійський район)
Низівка (до 1948 — Джама́л, крим. Camal) — селище в Україні, у Євпаторійському районі Автономної Республіки Крим, орган місцевого самоврядування — Кіровська сільська рада. Населення становить 188 осіб (станом на 2001 рік). Селище розташоване на північному сході району.

## Назва
Колишня назва населеного пункту, до 1944 року — село «Джамал» (крим. Camal).

## Географія
Низівка — селище на північному сході району, в безіменній балці Тарханкута, що впадає в озеро Джарилгач.

Висота центру села над рівнем моря — 37 м. Найближче село — Кіровське в 1,5 км на схід. Районний центр Чорноморське — приблизно в 42 кілометрах (по шосе через Сніжне і Зайцеве), найближча залізнична станція — Євпаторія — приблизно 53 кілометри. Транспортне сполучення здійснюється по регіональній автодорозі 35Н-617 від шосе 35Н-602 Далеке — Знам'янське (за українською класифікацією — С-0-11716).
| Клімат Низівки          | Клімат Низівки | Клімат Низівки | Клімат Низівки | Клімат Низівки | Клімат Низівки | Клімат Низівки | Клімат Низівки | Клімат Низівки | Клімат Низівки | Клімат Низівки | Клімат Низівки | Клімат Низівки | Клімат Низівки |
| Показник                | Січ.           | Лют.           | Бер.           | Квіт.          | Трав.          | Черв.          | Лип.           | Серп.          | Вер.           | Жовт.          | Лист.          | Груд.          | Рік            |
| Середній максимум, °C   | 3,3            | 4,1            | 7,6            | 15,1           | 20,7           | 25,2           | 27,9           | 27,5           | 22,7           | 16,3           | 10,1           | 5,9            | 15,5           |
| Середня температура, °C | 0,0            | 0,8            | 3,8            | 10,3           | 15,6           | 19,8           | 22,4           | 21,8           | 17,3           | 11,6           | 6,5            | 2,9            | 11,1           |
| Середній мінімум, °C    | −3,2           | −2,5           | 0,0            | 5,5            | 10,6           | 14,5           | 16,9           | 16,2           | 11,9           | 6,9            | 3,0            | −0,1           | 6,6            |
| Норма опадів, мм        | 34             | 31             | 27             | 30             | 29             | 39             | 42             | 33             | 43             | 31             | 35             | 41             | 415            |
| ----------------------- | -------------- | -------------- | -------------- | -------------- | -------------- | -------------- | -------------- | -------------- | -------------- | -------------- | -------------- | -------------- | -------------- |
| Джерело:                |                |                |                |                |                |                |                |                |                |                |                |                |                |

## Населення
Станом на 1989 рік у селищі проживали 203 особи, серед них — 97 чоловіків і 106 жінок.
За даними перепису населення 2001 року у селі проживали 188 осіб. Рідною мовою назвали:
| Мова              | Кількість осіб | Відсоток |
| ----------------- | -------------- | -------- |
| російська         | 98             | 52,13 %  |
| українська        | 37             | 19,68 %  |
| кримськотатарська | 11             | 5,85 %   |
| білоруська        | 7              | 3,73 %   |
| угорська          | 1              | 0,53 %   |
| інші              | 34             | 18,19 %  |